# Faleză Nord (cartier în Constanța)
Faleză Nord este un cartier din Constanța, aflat între Mamaia și Strada Unirii. În cea mai mare parte, cartierul Faleză Nord este locuit de români, aromâni și turci.
 Acest articol despre o localitate din județul Constanța este deocamdată un ciot. Puteți ajuta Wikipedia prin completarea lui.